# ヨハン・ツァールブリュクナー

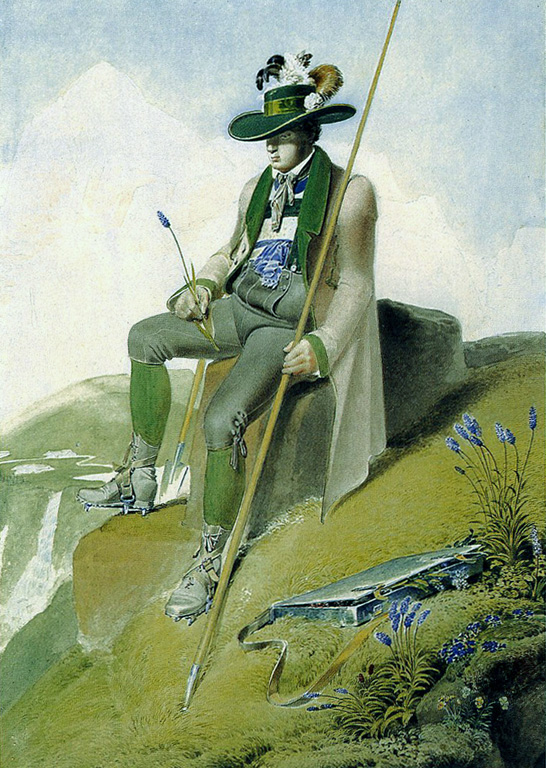
Johann Zahlbruckner
Invention of Simplicity by Hans Ottomeyer et al. (Ostfildern: Hatje Cantz, 2006)の挿画

ヨハン・ツァールブリュクナー（Johann Zahlbruckner、1782年2月15日 - 1851年4月2日）は、オーストリアの植物学者である。
ウィーンで生まれ、ウィーン大学で経済学と科学を学んだ。スイスの山岳を愛した、オーストリア帝国執政、ヨハン大公の集めた、自然史標本を整理するために雇われ、2年後、テルンベルク宮殿の監督者となった。1818年からヨハン大公の個人秘書となり、帝国農業協会（k. k. Landwirtschaftsgesellschaft ）の設立を助け、その運営を担った。ヨハン大公のスイスなどの高地への旅行に、常に同行した。
ユキノシタ科の属名、Zahlbrucknera Rchb.（ユキノシタ属 Saxifragaのシノニム）に献名された。

## 著作
- Darstellung der pflanzengeographischen Verhältnisse des Erzherzogthumes Oesterreich unter der Enns. 1832.